# هنری کورنلیوس بورنت
هنری کورنلیوس بورنت (انگلیسی: Henry Cornelius Burnett; ۲۵ اکتبر ۱۸۲۵ – ۱ اکتبر ۱۸۶۶) سیاست‌مدار اهل ایالات متحده آمریکا بود. او نماینده ایالات متحده از ایالت کنتاکی و سناتور ایالتی بود. قبل از اینکه به کنگر راه یابد یک وکیل حرفه‌ای بود.
کمپ برنت، در دو کیلومتری غرب کلینتون در ایالت هیکمن، کنتاکی، به نام او نامگذاری شده است. 